# Igor Belanov
Igor Belanov (ucraineană Ігор Іванович Беланов, rusă Игорь Иванович Беланов), (n. 25 septembrie 1960) este un fost jucător de fotbal ucrainean. A primit Balonul de Aur în 1986. S-a născut în Odesa, Ucraina, atunci parte a URSS.